# Planetární dieta

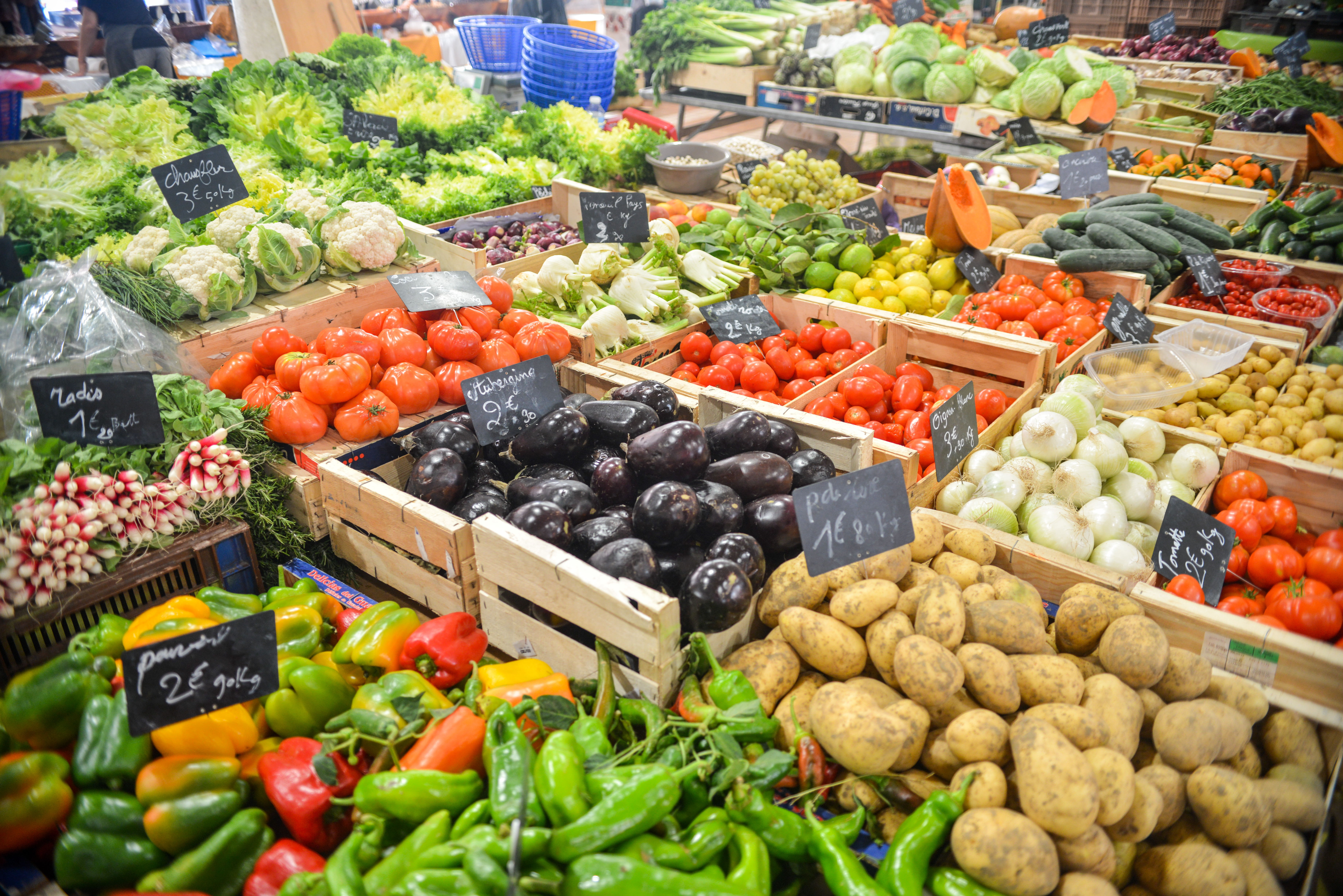
Zelenina tvoří největší část denního příjmu potravin podle doporučení planetární diety

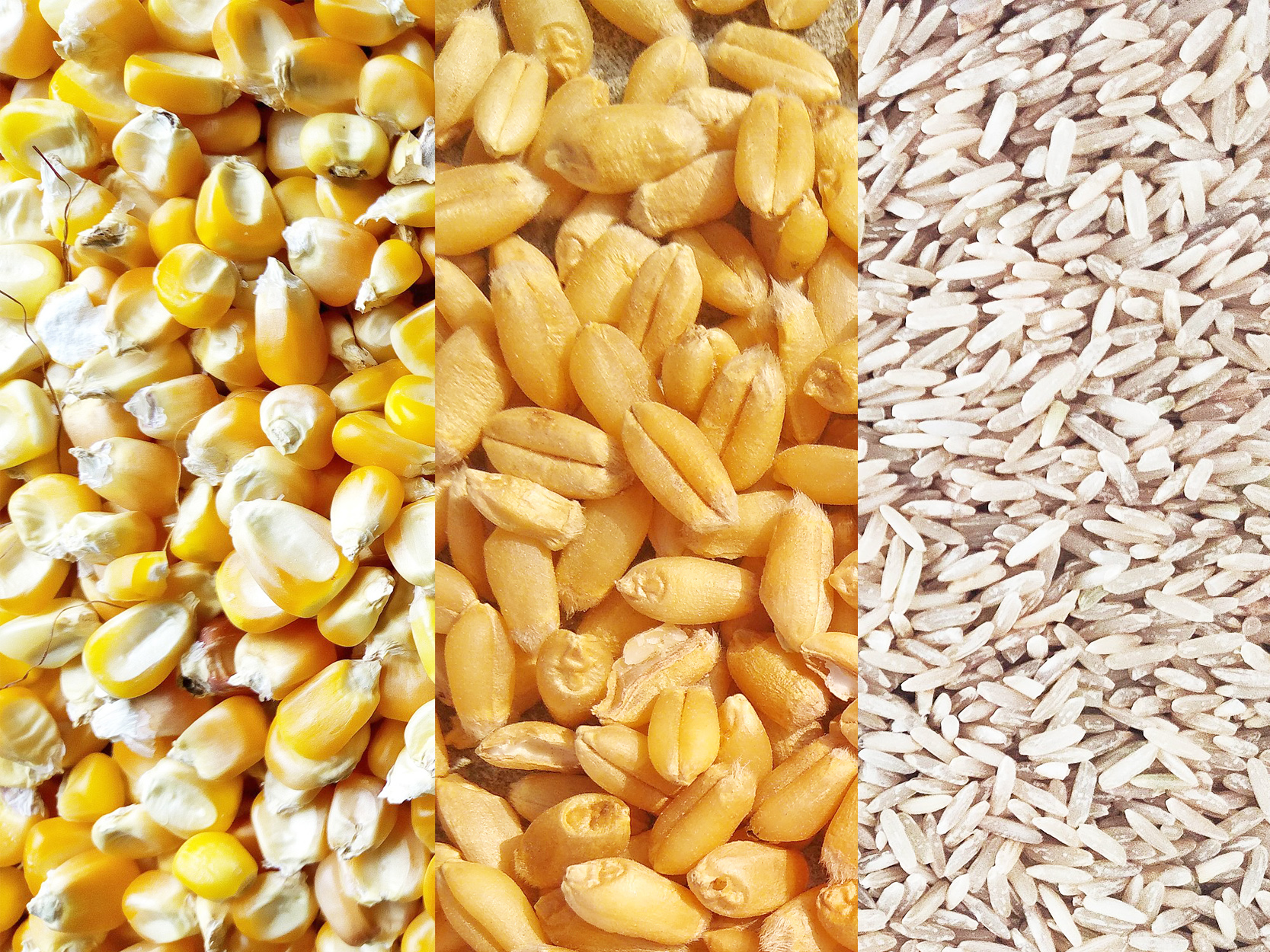
Celozrnné obiloviny tvoří největší část denního energetického příjmu

Vývoj světové populace podle odhadů OSN v roce 2022

Planetární dieta (anglicky Planetary health diet) je flexitariánská dieta vytvořená komisí EAT-Lancet commission v rámci zprávy zveřejněné v časopise The Lancet 16. ledna 2019. Cílem je vytvořit stravovací paradigmata s těmito cíli:
- Nasytit světovou populaci 10 miliard lidí v roce 2050
- Výrazně snížit celosvětový počet úmrtí způsobených špatnou stravou
- Environmentální udržitelnost, která zabrání kolapsu přírody

## Doporučení
Dieta stanovuje omezení spotřeby masa (zejména červeného), mléčných výrobků a škrobové zeleniny s cílem snížit dopad masného a mlékárenského průmyslu na životní prostředí a výrazně snížit příjem nasycených tuků a cukru z těchto skupin potravin (spotřeba masa a mléčných výrobků často překračuje výživová doporučení)
Zdravá strava má optimální kalorický příjem a skládá se převážně z rozmanitých rostlinných potravin a malého množství živočišných produktů. Obsahuje spíše nenasycené než nasycené tuky a omezené množství rafinovaných obilovin, vysoce zpracovaných potravin a přidaného cukru.
| Jídlo                         | Příjem makronutrientů (gramy za den) (možný rozsah) | Kalorický příjem (kcal za den) | Příklad                                                                         | Srovnání                                                                                  |
| ----------------------------- | --------------------------------------------------- | ------------------------------ | ------------------------------------------------------------------------------- | ----------------------------------------------------------------------------------------- |
| Zelenina                      | 300 (200–600)                                       | 78                             |                                                                                 |                                                                                           |
| Mléčné výrobky                | 250 (0–500)                                         | 153                            | Jedna sklenice mléka denně                                                      |                                                                                           |
| Celozrnné obiloviny           | 232                                                 | 811                            |                                                                                 |                                                                                           |
| Ovoce                         | 200 (100–300)                                       | 126                            |                                                                                 |                                                                                           |
| Hlízovitá a škrobová zelenina | 50 (0–100)                                          | 39                             | Dvě středně velké brambory nebo porce kasavy týdně                              |                                                                                           |
| Nenasycené tuky               | 40 (20–80)                                          | 354                            |                                                                                 |                                                                                           |
| Přidané cukry                 | 31                                                  | 120                            | Dvě polévkové lžíce medu denně                                                  |                                                                                           |
| Nasycené tuky                 | 11.8 (0–11.8)                                       | 96                             |                                                                                 |                                                                                           |
| Zdroje bílkovin:              |                                                     |                                |                                                                                 |                                                                                           |
| Luštěniny                     | 75 (0–100)                                          | 284                            |                                                                                 |                                                                                           |
| Ořechy                        | 50 (0–75)                                           | 291                            |                                                                                 |                                                                                           |
| Kuřecí a drůbeží maso         | 29                                                  | 62                             | Jedno kuřecí stehno bez kosti a kůže obden nebo jeden plátek kuřecí šunky denně |                                                                                           |
| Ryby                          | 28                                                  | 40                             |                                                                                 |                                                                                           |
| Hovězí, jehněčí a vepřové     | 14                                                  | 30                             | Jeden plátek slaniny obden nebo jeden středně velký hamburger týdně.            | Dvojnásobek průměrné spotřeby na hlavu v Asii a průměrné množství červeného masa v Africe |
| Vejce                         | 13                                                  | 19                             | Jedno vejce každý třetí den (například zastřené, v palačinkách atd.).           | Polovina spotřeby vajec v Japonsku a Číně; šestinásobek spotřeby vajec v Indii            |

Komise EAT-Lancet popisuje planetární dietu jako „flexitariánskou dietu, která je z velké části založena na rostlinné stravě, ale může volitelně obsahovat i skromné množství ryb, masa a mléčných výrobků.“

## Regionální přizpůsobení
Nelze stanovit univerzální planetární dietu a je nutno ji přizpůsobit lokálním podmínkám, které jsou v různých regionech rozmanité. Zatímco některé oblasti trpí podvýživou, v jiných je např. problémem nadměrná konzumace živočišných produktů.

## Reakce
Britské noviny The Guardian a americká zpravodajská stanice CNN informovaly o dietě pozitivně.
Harry Harris, píšící pro New Statesman, byl opatrný ohledně tvrzení, že dieta by mohla transformovat světový potravinový systém, a uvedl: „Zdá se mi nezdvořilé neustále klást odpovědnost za klimatické změny na chování jednotlivců, když víme, že 100 společností je zodpovědných za 71 procent globálních emisí.“
Světová zdravotnická organizace stáhla v roce 2019 svou podporu akci EAT-Lancet po kritice od Giana Lorenza Cornada, zástupce Itálie u mezinárodních organizací v Ženevě. Cornado prohlásil, že přijetí jednoho stravovacího přístupu pro celou planetu by zničilo tradiční stravu a kulturní dědictví a že snížení spotřeby masa a sladkostí by způsobilo ztrátu milionů pracovních míst.
V roce 2019 Francisco J. Zagmutt a jeho kolegové zpochybnili planetární dietu s odkazem na nedostatky v metodologii použité pro odhady zdraví. Jak však zdůraznil Walter Willett, tři různé metody použité k odhadu počtu úmrtí dospělých, kterým lze předejít, byly publikovány nezávisle na komisi EAT-Lancet s podrobnou metodologií.

## Srovnání s jinými stravovacími doporučeními
Srovnávací studie z roku 2020 zjistila shodu mezi planetární dietou a americkými dietními doporučeními z let 2015–2020. Rozdíly spočívají v doporučeném množství ovoce, ořechů, červeného masa, semen, škrobové zeleniny a celozrnných obilovin.
Srovnávací studie z roku 2020, která porovnávala průměrnou indickou stravu s planetární dietou, zjistila, že průměrná indická strava je nezdravá kvůli nadměrné konzumaci obilovin a zpracovaných potravin a nedostatečnému příjmu bílkovin, ovoce a zeleniny.